# U.S. National Championships 1889 - Singolare femminile
Bertha Townsend ha difeso il titolo battendo nel challenge round Lida Voorhees 7-5, 6-2.

## Tabellone

### Legenda
| - Q = Qualificato - WC = Wild card - LL = Lucky loser | - ALT = Alternate - SE = Special Exempt - PR = Protected Ranking | - w/o = Walkover - r = Ritirato - d = Squalificato |

### Challenge round
|  | Finale          |                 |                 |   |   |  |
|  |                 |                 |                 |   |   |  |
|  | Bertha Townsend | Bertha Townsend | Bertha Townsend | 7 | 6 |  |
|  | Lida Voorhees   | Lida Voorhees   | Lida Voorhees   | 5 | 2 |  |

### Turni preliminari
|  | Primo turno       | Primo turno       | Primo turno       | Primo turno     | Primo turno |  |  | Semifinali       | Semifinali       | Semifinali       | Semifinali       | Semifinali |   |   | Finale        | Finale        | Finale | Finale | Finale |  |
|  |                   |                   |                   |                 |             |  |  |                  |                  |                  |                  |            |   |   |               |               |        |        |        |  |
|  | Lida Voorhees     | Lida Voorhees     | Lida Voorhees     | 6               | 6           |  |  |                  |                  |                  |                  |            |   |   |               |               |        |        |        |  |
|  | Laura Knight      | Laura Knight      | Laura Knight      | 1               | 2           |  |  | Lida Voorhees    | Lida Voorhees    | 6                | 4                | 6          |   |   |               |               |        |        |        |  |
|  | Grace Roosevelt   | Grace Roosevelt   | Grace Roosevelt   | Grace Roosevelt | w/o         |  |  | Grace Roosevelt  | Grace Roosevelt  | 1                | 6                | 5          |   |   |               |               |        |        |        |  |
|  | Marion Wright     | Marion Wright     | Marion Wright     | Marion Wright   |             |  |  |                  |                  |                  |                  |            |   |   | Lida Voorhees | Lida Voorhees | 6      | 2      | 6      |  |
|  | D.F. Butterfield  | D.F. Butterfield  | D.F. Butterfield  | 6               | 6           |  |  |                  |                  | Helen Day Harris | Helen Day Harris | 5          | 6 | 3 |               |               |        |        |        |  |
|  | Anna C. Smith     | Anna C. Smith     | Anna C. Smith     | 3               | 1           |  |  | D.F. Butterfield | D.F. Butterfield | D.F. Butterfield | 1                | 3          |   |   |               |               |        |        |        |  |
|  | Rebecca H. Lycett | Rebecca H. Lycett | Rebecca H. Lycett | 1               | 1           |  |  | Helen Day Harris | Helen Day Harris | Helen Day Harris | 6                | 6          |   |   |               |               |        |        |        |  |
|  | Helen Day Harris  | Helen Day Harris  | Helen Day Harris  | 6               | 6           |  |  |                  |                  |                  |                  |            |   |   |               |               |        |        |        |  |